# Zelimchan Jandarbiev
Zelimkhan Abdumuslimovič Jandarbiev (in ceceno: Яндарбин Абдулмуслиман-кIант Зелимха; in russo Зелимхан Абдумуслимович Яндарбиев?) (Vydricha, 12 settembre 1952 – Doha, 13 febbraio 2004) è stato uno scrittore e politico sovietico. Fu presidente della Repubblica cecena di Ichkeria tra il 1996 ed il 1997

## Biografia
Zelimkhan Abdumuslimovič Jandarbiev nacque il 12 settembre 1952 a Vydricha, nella Repubblica Socialista Sovietica Kazaka, da una famiglia cecena vittima della deportazione di massa decisa da Stalin dopo la seconda guerra mondiale. Professore di letteratura, poeta ed autore di libri per l'infanzia, Jandarbiev entrò a far parte del movimento indipendentista ceceno subito dopo l'inizio della dissoluzione dell'Unione Sovietica, divenendone presto uno dei leader. Nel 1990 fondò il Partito Democratico Vainakh (VDP), il primo partito politico ceceno ufficiale, sostenitore dell'indipendenza della repubblica.
Nel novembre dello stesso anno Jandarbiev divenne deputato del neonato Congresso Nazionale del Popolo Ceceno (NCChP), guidato da Džochar Dudaev, primo presidente della Repubblica cecena di Ichkeria. Proprio Jandarbiev (che nel 1991 fu nominato Vicepresidente) e Dudaev furono i principali fautori della separazione pacifica di Cecenia ed Inguscezia in due repubbliche distinte. A Jandarbiev fu inoltre affidata, nel primo Parlamento ceceno (1991-1993), la direzione del Comitato d'Informazione della neonata repubblica.
Nell'aprile 1996, in seguito alla morte di Dudaev, divenne Presidente ad interim. In tale veste guidò un mese dopo una delegazione cecena che discusse con il presidente russo Boris El'cin ed il Primo Ministro Viktor Černomyrdin per promuovere negoziati di pace tra Russia e Cecenia, ottenendo un cessate il fuoco nella regione caucasica. Jandarbiev giocò un ruolo molto importante nelle trattative che portarono all'indipendenza de facto della Cecenia. Tuttavia, ciò non bastò ad evitargli, nelle elezioni presidenziali del 1997, la sconfitta ad opera di Aslan Maschadov, principale leader militare ceceno, di orientamento moderato.
Inizialmente Jandarbiev e Maschadov collaborarono per il mantenimento dei freschi accordi di pace con la Russia, ma già l'anno seguente gli equilibri tra i due vennero meno: Jandarbiev fu sospettato di essere stato tra i fautori di un fallito attentato contro Maschadov, ed il nuovo presidente ceceno, dal canto suo, accusò pubblicamente il rivale di essersi posto a capo di un movimento di fondamentalismo islamico di stampo wahhabita, che mirava a rovesciare il suo governo attraverso propaganda islamista e formazione di gruppi armati. In risposta a tali accuse, Jandarbiev si unì definitivamente all'ala estremista del separatismo ceceno, di cui era a capo Samil' Basaev, altro candidato uscito sconfitto dalle presidenziali del 1997.
Tra l'agosto ed il settembre 1999, Jandarbiev fu fondamentale nella pianificazione della Guerra in Daghestan, nel tentativo dei separatisti ceceni di esportare la guerra alla Russia anche nella repubblica confinante, della cui conduzione si occuparono però principalmente Basaev ed il suo fratello di sangue saudita Ibn al-Khattab. All'inizio della seconda guerra cecena, Jandarbiev fece viaggi in Afghanistan, Pakistan, Emirati Arabi Uniti e Qatar (Paese in cui decise di stabilirsi), al fine di ottenere aiuti per la guerra contro i russi.
Nell'ottobre 2002, Jandarbiev fu ritenuto tra gli ideatori e mandanti dell'attacco al teatro Dubrovka di Mosca, e divenne automaticamente uno degli uomini più ricercati del mondo. La Russia tentò più volte invano di chiederne l'estradizione al Qatar. Secondo il Consiglio di Sicurezza degli Stati Uniti, inoltre, Jandarbiev era in strettissimi contatti con Al Qaida.

### Assassinio
Zelimkhan Jandarbiev fu ucciso da una bomba mentre era a bordo del proprio SUV a Doha, capitale del Qatar, il 13 febbraio 2004. Il figlio tredicenne Daud rimase gravemente ferito. Il suo vecchio rivale politico, Aslan Maschadov, condannò con indignazione l'attentato, accusando pubblicamente il Cremlino. Non è mai stata del tutto chiarita la matrice dell'attentato, ma i principali sospetti si addensano sul FSB, il servizio segreto russo, che ha tuttavia sempre negato qualsiasi coinvolgimento nella vicenda.
Il giorno dopo l'uccisione di Jandarbiev, la polizia qatariota arrestò tre russi presso la loro ambasciata di Doha: uno di questi, Aleksandr Fetisov, impiegato presso l'ambasciata, fu rilasciato pochi giorni dopo grazie all'immunità diplomatica, mentre gli altri due, Anatolij Jabločkov (alias Belaškov) e Vasilij Pugačëv (il cui cognome era talvolta riportato come Bogačëv), che si scoprirono essere agenti del FSB, furono invece ufficialmente accusati dell'omicidio di Zelimkhan Jandarbiev e del tentato omicidio di suo figlio Daud, e condannati in seguito al carcere a vita. Fu inoltre stabilito i due che avevano agito dietro ordine del Cremlino. La sentenza divenne oggetto di uno scontro diplomatico tra Russia e Qatar che si risolse il 23 dicembre 2004, allorché la Russia riuscì ad ottenere l'estradizione dei due agenti, che dopo qualche mese di prigione furono amnistiati.
Esiste comunque anche un'ipotesi alternativa sull'assassinio di Jandarbiev, che ne individua lo sfondo nelle lotte intestine al fronte indipendentista ceceno.